# For Her Government
For Her Government è un cortometraggio muto del 1913 diretto da Frank Powell.

## Produzione
Il film fu prodotto dalla Biograph Company.

## Distribuzione
Distribuito dalla General Film Company, il film - un cortometraggio in una bobina - uscì nelle sale cinematografiche statunitensi il 22 dicembre 1913.
Non si conoscono copie ancora esistenti della pellicola che viene considerata presumibilmente perduta.